# Paralimna bicolor
Paralimna bicolor är en tvåvingeart som först beskrevs av Macquart 1851.  Paralimna bicolor ingår i släktet Paralimna och familjen vattenflugor.
Artens utbredningsområde är Egypten. Inga underarter finns listade i Catalogue of Life.